# Foggia
Foggia (italijanščina [ˈfɔddʒa]; foggiano Fògge [ˈfɔddʒə]) je mesto in nekdanja občina (comune) v Apiliji v južni Italiji ter glavno mesto pokrajine Foggia. Leta 2021 je mesto imelo 146.379 prebivalcev. Foggia je tudi središče (za Padsko nižino) druge največje italijanske ravnine Tavoliere, znane tudi kot kašča Italije.

## Zgodovina
Ime Foggia bi lahko izhajalo iz latinskega fovea, kar pomeni 'jama', in se nanaša na jame, kjer je bila shranjena pšenica. Etimologija imena pa ostaja negotova, saj bi lahko izvirala tudi iz Fokaje ali najverjetneje iz srednjeveške grške besede za ogenj, kar je fotia, kot posledica legende – 11. stoletje – o naseljencih, kmetih, ki so domnevno [čudežno] tam odkrili ploščo s podobo Madone Nicopeia, na kateri so goreli trije plameni.
Območje je bilo naseljeno že od neolitika, kasneje pa je v bližini obstajala grška kolonija, znana kot Argos Hippium (v grščini Ἀργόριππα ali Ἀργύριπποι).
Vendar pa prvi dokument, ki potrjuje obstoj sodobnega mesta, izvira iz okoli leta 1000 našega štetja, v času katepanata bizantinske suverenosti. Območje je ostalo močvirno in nezdravo, dokler Robert Guiscard ni naročil izsuševanja mokrišča, kar je spodbudilo gospodarsko in družbeno rast mesta. Mesto je bilo v zadnjih dvajsetih letih 11. stoletja sedež Henrika, grofa Monte Sant'Angelo. V 12. stoletju je Viljem II. Sicilski tu zgradil stolnico in naselje še povečal.
Friderik II. je dal v Foggii leta 1223 zgraditi palačo, v kateri je pogosto bival. Bil je tudi sedež njegovega dvora in studium, vključno s pomembnimi osebnostmi, kot je sholastični filozof, astrolog in alkimist Michele Scoto, vendar je od tega ostalo le malo. Leta 1447 je aragonski kralj Alfonz V. zgradil carinsko palačo, da bi obdavčil lokalne ovčerejce. To je povzročilo upad lokalnega gospodarstva in postopno propadanje zemlje, ki je spet postala močvirna. Leta 1456 je Foggio prizadel potres, sledili so mu še drugi leta 1534, 1627 in 1731, zadnji pa je uničil eno tretjino mesta. Bourboni so spodbudili določeno gospodarsko rast s spodbujanjem žitnega kmetijstva v Capitanati in obnovitvijo velikega dela naselja.

V 19. stoletju je Foggia dobila železniško postajo in pomembne javne spomenike. Državljani so sodelovali tudi v nemirih, ki so leta 1861 privedli do priključitve Italiji. Do leta 1865 je prišlo do dokončnega odmika od ovčereje v korist kmetijskega gospodarstva.
Zgodovinsko pomanjkanje vodnih virov je bilo rešeno z izgradnjo apuljskega akvadukta leta 1924, ko je bila Foggia že pomembno središče med severno in južno Italijo.
Med drugo svetovno vojno so zavezniške zračne sile močno bombardirale Foggio zaradi pomembnih letališč in ranžirne postaje. Po premirju v Cassibileju 8. septembra 1943 so mesto za kratek čas zasedle nemške čete v operaciji Achse. Med zavezniško invazijo na Italijo je bilo tam nekaj bojev. V odgovor na napredovanje zaveznikov proti njim so nemške čete, ki so zasedle Foggio, 27. septembra zapustile mesto. Do 1. oktobra so britanske čete uspešno zasedle mesto. Da bi očistil hribe Nemcev severno in zahodno od planote Fogia in dosegel cesto Vinchiaturo-Termoli blizu reke Biferno, je britanski general Montgomery poslal svoj britanski XIII. korpus onkraj Foggie na dvodivizijsko vožnjo, 78. divizijo (včasih znana kot "divizija bojne sekire" ) se je premaknila po obalni cesti proti Termoliju, 1. kanadska divizija pa je udarila v notranjost skozi gore. Sledil je britanski V. korpus, ki je ščitil zahodni bok in zadek. Nemška 1. padalska divizija se je večinoma umaknila k reki Biferno blizu Termolija in se vkopala. Britanci so iz Foggie začeli operacijo Devon in uspeli pregnati nacistične nemške sile iz Termolija. Letališča v Foggii so nato uporabljale zavezniške lovske in bombne formacije do konca vojne, predvsem ameriška 15-ta pa tudi Twelfth Air Force, kraljevega vojnega letalstva in južnoafriške letalske sile.
Leta 1959 in 2006 je Foggia dobila zlato medaljo za civilno in vojaško vrednost za svojo vlogo v drugi svetovni vojni.

## Geografija
Foggia leži v središču Tavoliere delle Puglie, med potokom Celone in reko Cervaro, na pol poti med zalivom Manfredonia, rtom Gargano in gorovjem Daunia.
Ozemlje je ravninsko s povprečno nadmorsko višino 291 metrov oziroma med 19 in 310 metri. Občinska stavba je na višini 76 m nad morjem.
Mesto leži na ilovnatih tleh, podvrženih visoki stagnaciji vode. Spada v območje, označeno za srednjo seizmičnost.
Ozemlje, ki obkroža mesto, ne predstavlja ustrezne površinske hidrografije zaradi pomanjkanja gorskih verig, pomanjkanja dežja in visoke prepustnosti tal; predvsem ta slednji dejavnik omogoča, da deževnica prodre v podzemlje in v vodonosnik, kar preprečuje obogatitev rek in potokov. Edini vodotok, ki obdaja mestno podeželje, je Celone s svojim hudourniškim značajem, Cervaro pa le obrobno vpliva na občinsko ozemlje.
Foggia ima suho poletje, sredozemsko podnebje (Köppnova podnebna klasifikacija Csa). Zimski dnevi so običajno med 11 °C in 13 °C, vendar so lahko tudi hladnejši. Nizke temperature so praviloma nad lediščem, vendar se zmrzali zgodijo nekajkrat na leto. Poletja so zelo vroča, temperature v juliju in avgustu pogosto dosežejo 33–38 °C. Temperature nekajkrat na desetletje presežejo 40 °C. Ekstremi so -10,4 °C 8. januarja 1985 in 47 °C - najvišja temperatura, zabeležena v Italiji in ena najvišjih zabeleženih v Evropi - 25. junija 2007.

## Znamenitosti
- Stolnica v Foggii (italijansko Cattedrale di Foggia, Cattedrale della Santa Maria Assunta (stolnica Marijinega vnebovzetja) in Coelo ali della Santa Maria in Fovea), ki je neposredno povezana z zavetnico "Madonna dei Sette Veli" (Madona s sedmimi tančicami). Stavba ima dve ravni arhitekturnega sloga: spodnji del je romanski, kot pri mnogih apulijskih cerkvah; zgornji del je izjemen primer baroka. Zgornji del je bil rekonstruiran po potresu, ki je uničil velik del zgodovinskega jedra.
- Palazzo Dogana, zgodovinski sedež ovčjega davka. Julija 2013 je to palačo UNESCO izbral za Messenger Monument of the Culture of Peace’’ (Spomenik znanilec kulture in miru) zaradi njene vloge v kulturnih izmenjavah skozi stoletja.[7]
- Chiesa delle Croci ("Cerkev križev").
- I Tre Archi ("Tri oboki").
- Arco di Federico II. ("Slavook Friderika II.").
- Arheološki park Passo di Corvo.

## Gospodarstvo
Je komunikacijsko in industrijsko središče ter glavni trg pšenice v južni Italiji. Foggia je znana po svojih lubenicah in paradižnikih.
Čeprav je kmetijski sektor manj pomemben kot nekoč, ostaja temelj gospodarstva Foggie. To območje nosi vzdevek "kašča Italije". Nekaj prisotnih industrij je večinoma namenjenih predelavi hrane. Spodbuja se in razvija tudi obrtništvo.

## Pobratena mesta
Foggia je pobratena z:
- Göppingen, Nemčija, od 1971
- Wałbrzych, Poljska, od 1998
- Pescasseroli, Italija, od 2005
- Forlì, Italija, od 2009
- L'Aquila, Italija, od 2009
- Quimper, Francija, od 2011
- Erzurum, Turčija, od 1987[10]